# Casa de Oro-Mount Helix (Californie)
Casa de Oro-Mount Helix est une census-designated place du comté de San Diego, dans l'État de Californie, aux États-Unis,. En 2020, elle compte une population de 19 576 habitants.